# 臺灣神宮
臺灣神宮（日语：〔〕／ Taiwan jingū */?）是臺灣日治時代位於臺北市劍潭附近的劍潭山山麓的神社，1901年完工時名為臺灣神社（〔〕／ Taiwan jinjya），之後再歷經1943至1944年的遷座與擴建，並在二戰末期（1944年）升格為神宮。主祀死於臺灣的北白川宮能久親王，升格為神宮後增祀天照大神。其為台灣日治時代所建的神社中最為重要的一座，被稱作「臺灣總鎮守」，是日本的國家神道政策在臺灣的重要象徵。其於1945年臺灣進入中華民國時代後被拆除，1901年完工的臺灣神社原址改建為圓山大飯店，1943至1944年興建的第二代臺灣神社（宮）新境地原址則改建為圓山聯誼會。

## 歷史

### 創建初期

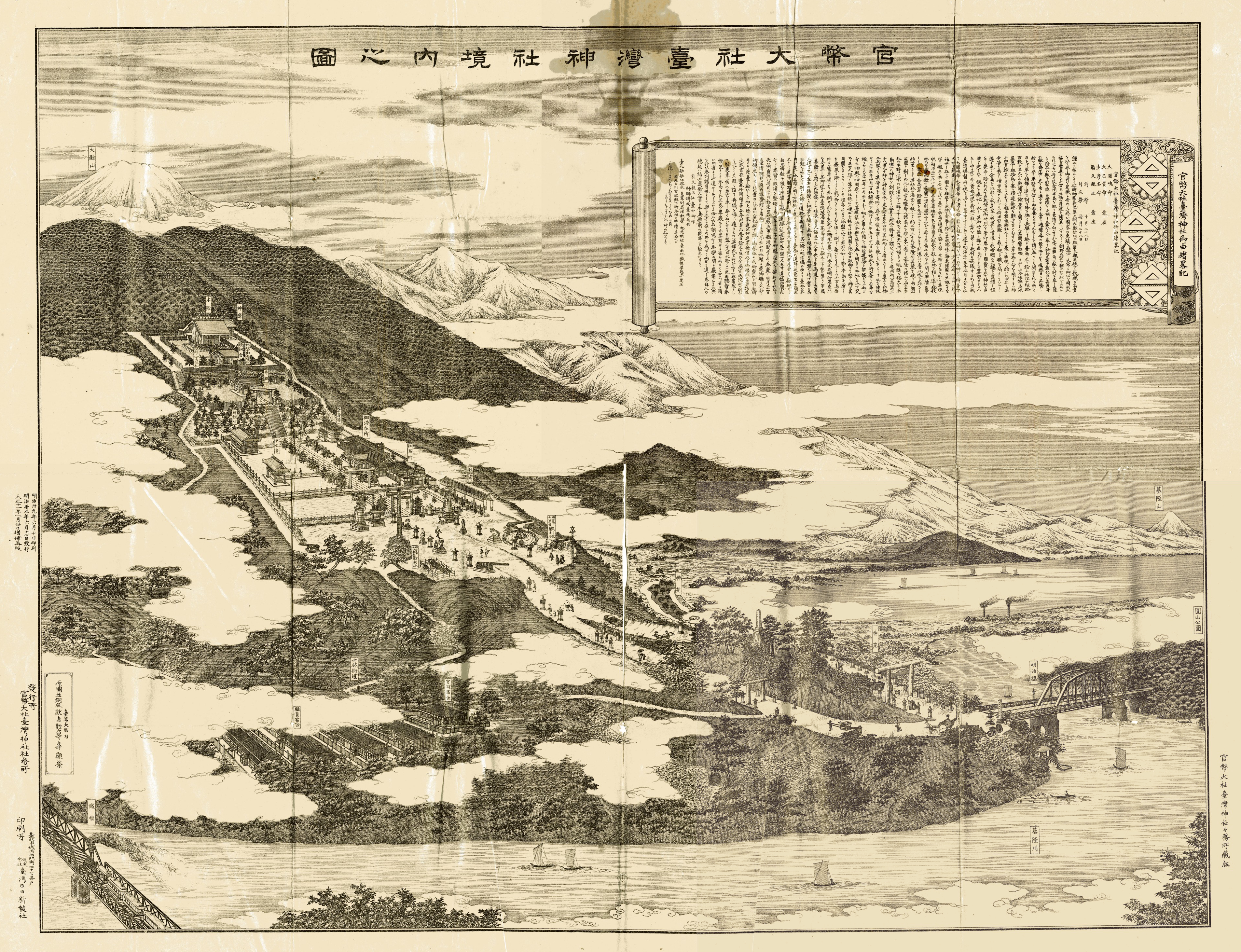
伊東忠太、武田五一規劃設計的臺灣神社全貌（1920年代）。

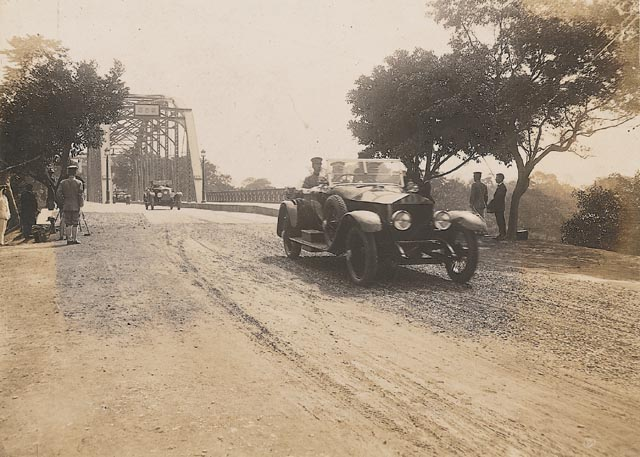
1923年4月日本攝政皇太子裕仁於抵臺第二天，從總督府（今總統府）出發，經過敕使街道（今中山北路）和第一代明治橋（今中山橋附近）赴臺灣神社。

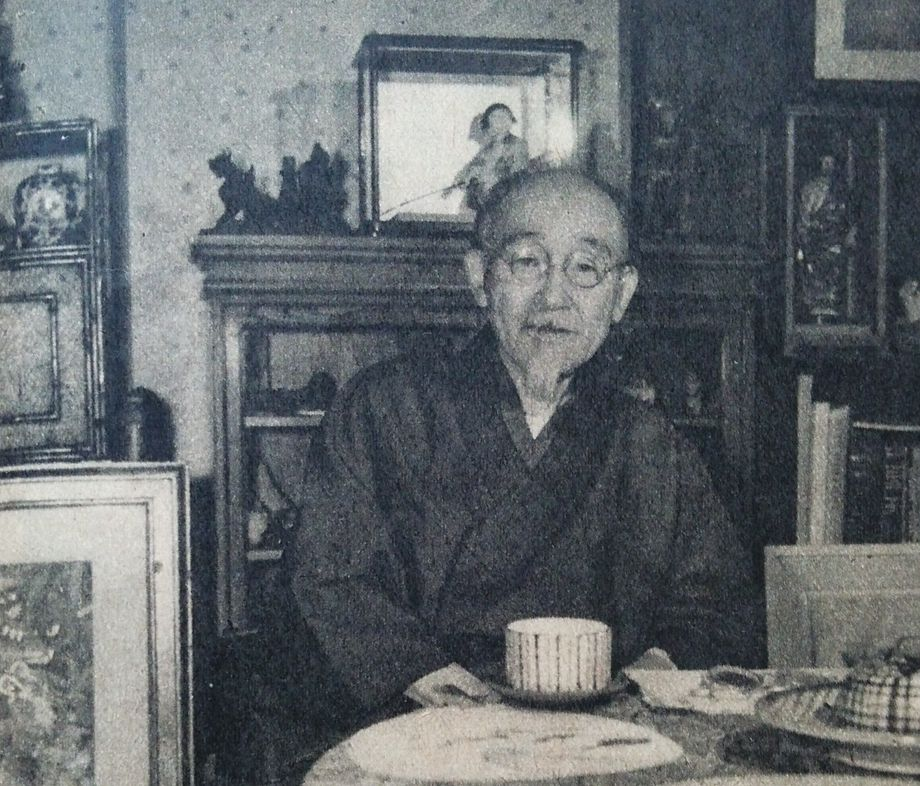
神社建築師伊東忠太。

台灣神社是為了紀念征台之戰中死於台灣的北白川宮能久親王，內務省於1900年9月18日通過台灣神社的創立，並由當時的第4任台灣總督兒玉源太郎主導下開始興建。當時所選定的位置即是今日圓山大飯店所在，傳言風水極佳的劍潭山，然而此時卻碰上土地糾紛的問題。劍潭山所在地有許多大稻埕士紳的私有土地以及法國領事館的租界地，同時神社的預定興建位置附近也有劍潭寺，土地所有權屬問題極為複雜。經過台灣總督府強烈施壓下，拆除大稻埕士紳的私有土地、遷建法國領事館，始才順利開始動工。

### 神社結構
1901年（明治34年）2月，台灣神社開始興建，於同年9月26日完工，並在10月24日舉行落成大典，10月27日舉行鎮座祭，是台灣第五座神社（第一座為台南的開山神社，現今的延平郡王祠；第二座為台中稻荷神社；第三座為瑞芳的黃金神社；第四座為基隆末廣社）。神社總面積約5公頃（15000坪）左右，包含了狛犬、鳥居、石燈籠、社務所、手水舍、拜殿、本殿等，由下而上分成三階梯的形式，本殿位在最高處的位置。
總督府對於這座神社非常重視，因此在設計建造上也聘請專業的人士來處理。神社建築群由日本請來伊東忠太以及武田五一兩人來規劃、設計，再由日本專門負責社寺建築及皇家建築的傳統工匠「宮大工」木子清敬來負責建造。除此之外，也包含週邊環境的規劃，除了在神社西邊，靠近劍潭附近的官營鐵道淡水線設立車站（宮ノ下乘降場，戰後更名劍潭站）。另興建明治橋連接基隆河兩岸，並拓寬、整建現今稱為中山北路的道路，並命名之敕使街道，連接明治橋至台灣神社。

臺灣神社的供水原本取用位於士林園藝試驗支所附近的湧泉，再由人力運回台灣神社，由於其曠力費時，於1911年規劃了士林水道，在同年5月完工，提供士林市街與台灣神社境內用水。
- 建造台灣神社前的劍潭寺舊址，現位於圓山基隆河畔。
- 神社之拜殿、中門與本殿。
- 社務所。[8]
- 神橋 第二代明治橋
- 裕仁太子與高松宮宣仁親王在臺灣神社手植的樹木

### 擴建新境地

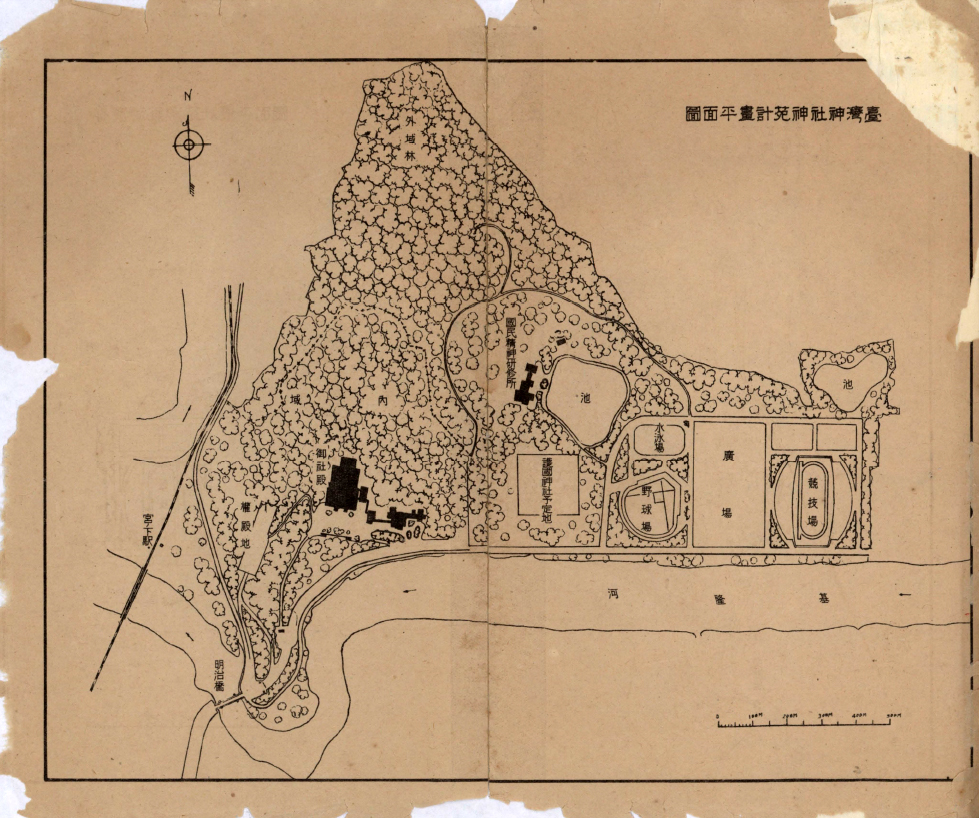
臺灣神社神苑計畫平面圖

台灣神社在進入台灣日治時期末期的時候，開始有了新的規劃。這是因為配合當時總督府在台實行的皇民化政策以及一街莊一神社政策，藉由參拜神社、改姓等因素，使台灣人成為信仰神道、效忠天皇、熱愛帝國的皇民，所以擴建、改建神社也是重要的一環。
神社改築計畫自1935年7月確定，並請來了營造課長角南隆技師、本鄉高德、伊東忠太、宮內省掌典星野輝興做相關調查，並在1937年4月設立「台灣神社造營事務局」。原先的社殿空間狹隘，且具有相對的高低差，考量當時激增的參拜者，於是決定將神社遷座至東側兩百公尺的臺灣神社新境地，並將台北大直地區納入外苑範圍，計畫興建各種修練道場、式典場和運動場。在臺灣神苑的建築群中，最重要的便是台灣神社新境地、其次為位於神社外苑的臺灣護國神社和國民精神研修所；國民精神研修所於1938年完工，護國神社則在1942年完工。
新境地的工程由神社局技師角南隆、總督府營繕課長井手薰設計、興建。整地工程自1937年開始，因此劍潭寺遷建至今日的位置。新的社殿採用流造式樣式，本殿具有千木和勝男木的構造，材料全部使用台灣檜木。新境地的設施包含了本殿、祝詞殿、神饌廊、內拜殿、祭舍、拜殿、東西神門、南神門、御神庫、御羽車舍、手水舍、齋館、社務所、第一鳥居、第二鳥居等。建築工程則是自1940年2月開始，工程費約213萬9千圓，最初將阿里山的檜木運至宮下站（台灣鐵路管理局淡水線劍潭站），並在附近設置專用工作場製材，社殿的石材選用白色硬質花崗岩，由於臺灣無生產，原計畫從日本內地購入，但又考量避免依賴內地，因此主要使用廈門產花崗岩，主要部分之外的則使用士林產的硬石。建築工程分三期，第一和第二期為社殿各建築，第三期為附屬建築。地鎮祭於同年7月在本殿預定地舉行，上棟祭於1942年7月舉行，第一期工程於1943年秋天大致完成，同時第二期工程已進行一半，而第三期才剛開始。前兩期的工程皆由國庫支出，第三期則由奉贊會支出，加上受到戰時影響，原計畫新建的拔所、貴賓齋館因此中止，而神樂殿、參集所、總門、神符調製所、參拜人休憩所等設施則延期。
第二次世界大戰的1942年至1945年間，日軍於台灣設立用以關押同盟國成員國軍人的台灣戰俘營，其中台北第六戰俘營Taihoku#6 Camp（今中華民國國防部部本部）位於臺灣護國神社的東方約1,000公尺處，緊鄰著神社外苑邊緣，該處的俘虜從事臺灣神社外苑的土木工事與鐵道工事。

### 更名為神宮

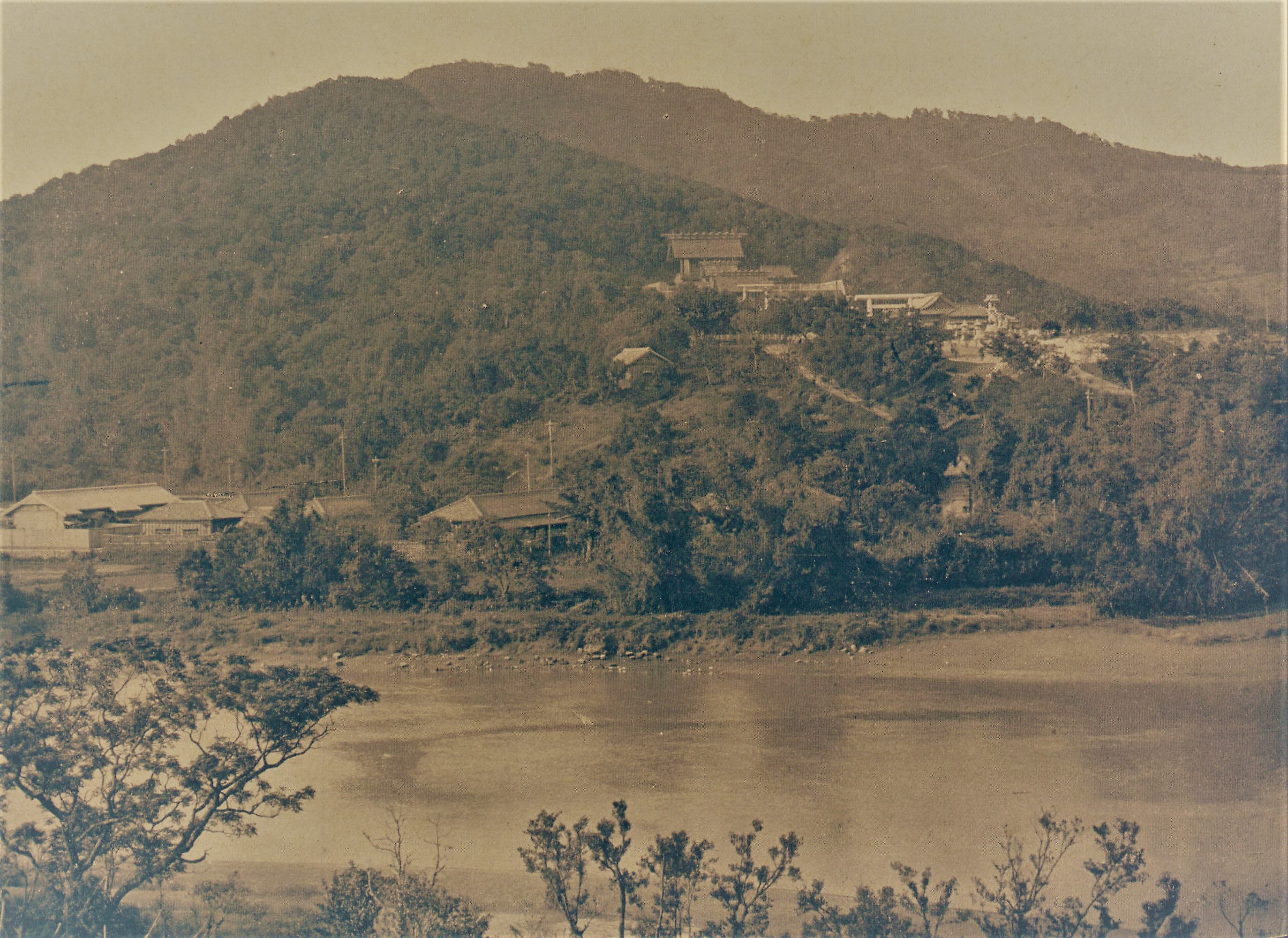
圓山公園望向臺灣神社。

對於有祭祀天皇和日本皇室祖先神的神社，可以將社號的「神社」改為「神宮」。當局為了推動台灣的神道信仰，除了新建臺灣神社新境地，更進一步將臺灣神社在1944年（昭和19年）6月17日增祀天照大神，並更名為「台灣神宮」。同年10月19日，台灣神宮新境地社殿完工，並預計在10月25日舉行增祀祭，26日舉行遷座祭，慶祝台灣神宮遷移至新境地，27日舉行例祭，28日舉行能久親王祭。然而在10月23日，一架預計要降落至臺北飛行場的日本軍機失事墜毀在新境地附近，引發的大火燒燬了神社內眾多的建築，包含鳥居、石燈、台灣總督府警察招魂碑等，以致後來僅在舊社殿舉行增祀祭，由宮內省的掌典次長飛鳥井雅信主持，神社未能遷到新社殿，而被燒毀的部分直到戰爭結束後都沒有復原。1945年5月6日凌晨，臺灣神宮受到美軍空襲，導致拜殿失火。
因此，第二代臺灣神社（新境地）興建完工不久還沒來得及公開曝光及宣傳，即慘遭燒毀破壞，故至今所見存世的「新境地」御本殿照片極為稀少罕見。

## 戰後情形
第二次世界大戰結束後，中華民國接管台灣，全台灣的神社被視為日本殖民的象徵而遭到廢除，神社所在地全部佔為國有，台灣神宮也不例外。
在劍潭山的舊址在戰後拆除改建成台灣大飯店，1952年改由以宋美齡為首的政要所組成的「台灣省敦睦聯誼會」來接手經營，並改稱為圓山大飯店，1973年後改建成14層飯店大樓至今。在新境地的新址在1946年短暫成為市民教育所，至今成為中央廣播電台、圓山聯誼會等建築，台灣護國神社則改建為忠烈祠。

## 設施

### 神橋

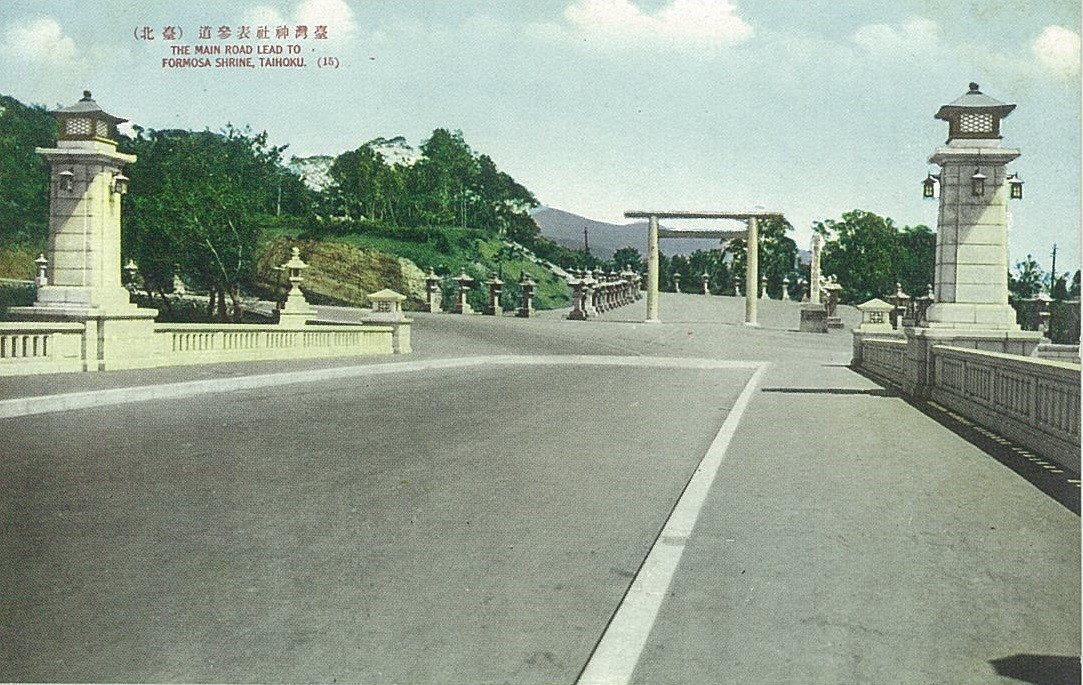
從第二代明治橋望向神社鳥居。

1901年於基隆河上修建通往神社的第一代「明治橋」，由總督府的土木技師十川嘉太郎設計，為鐵製派克式桁架橋（Parker truss）。
第二代明治橋於1932年10月開通，日本當局隨即於該年11月17日下午2時起利用基隆河漲潮時拆移第一代舊橋。舊橋桁梁長200尺、重達100噸，採用橋下工作船與陸地上牽引機拆橋，當晚成功將舊鐵橋拖曳至陸上。因為本工法為臺灣首見，所以臺灣總督府交通局總長堀田鼎、交通局道路港灣課課長松本虎太、臺北州內務部土木課課長前田兼雄、臺北市役所土木課課長永野幸之丞與相關工程師均到場觀察。

### 參道
與今日的台北市區的中山北路從行政院到明治橋的路段相同，即為昔日的敕使街道。與以前相同的一點是，中山北路仍然為台北市最重要的南北向道路。

### 神社遺物散落處

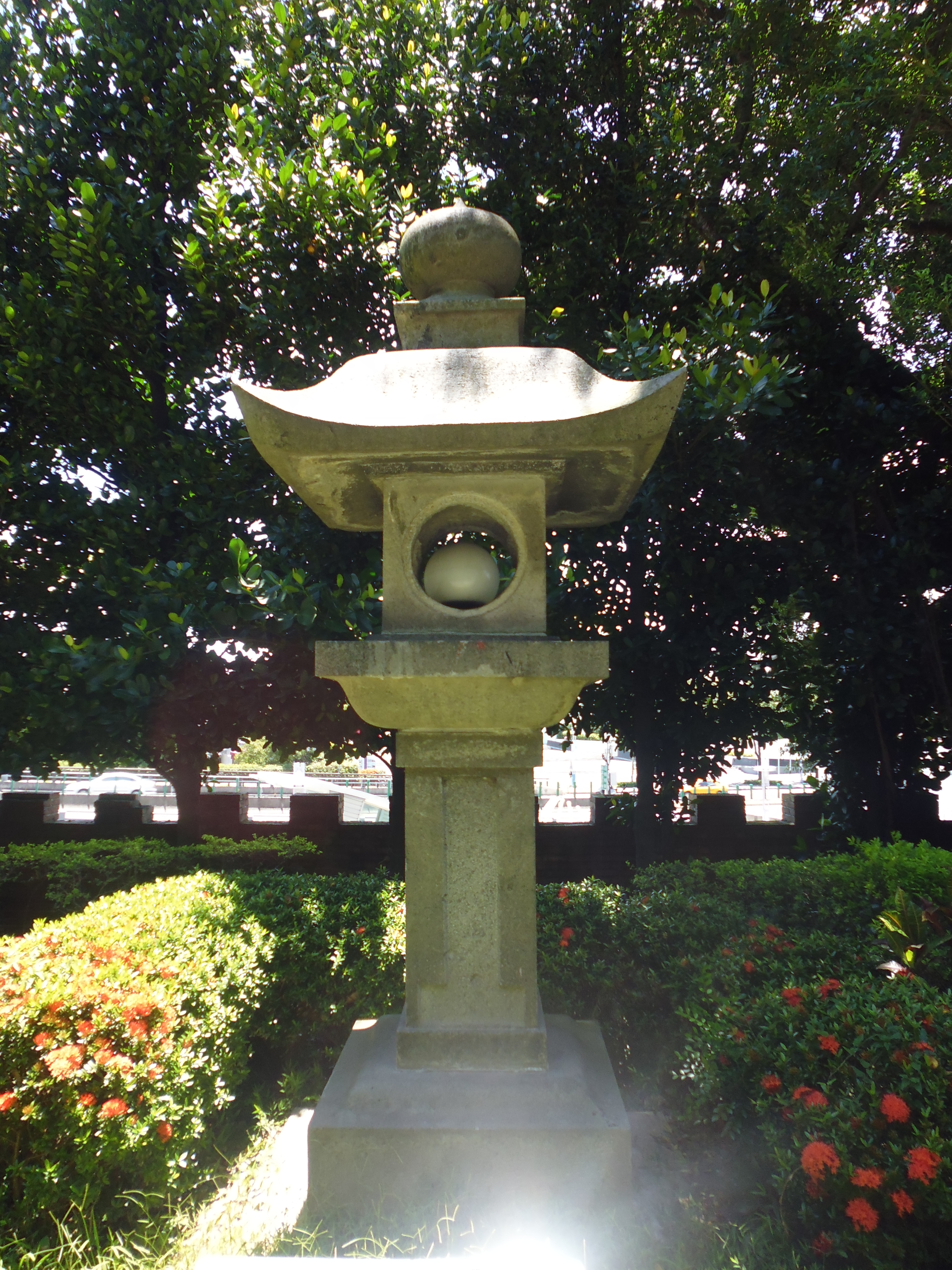
台北市立兒童育樂中心保留的宮燈

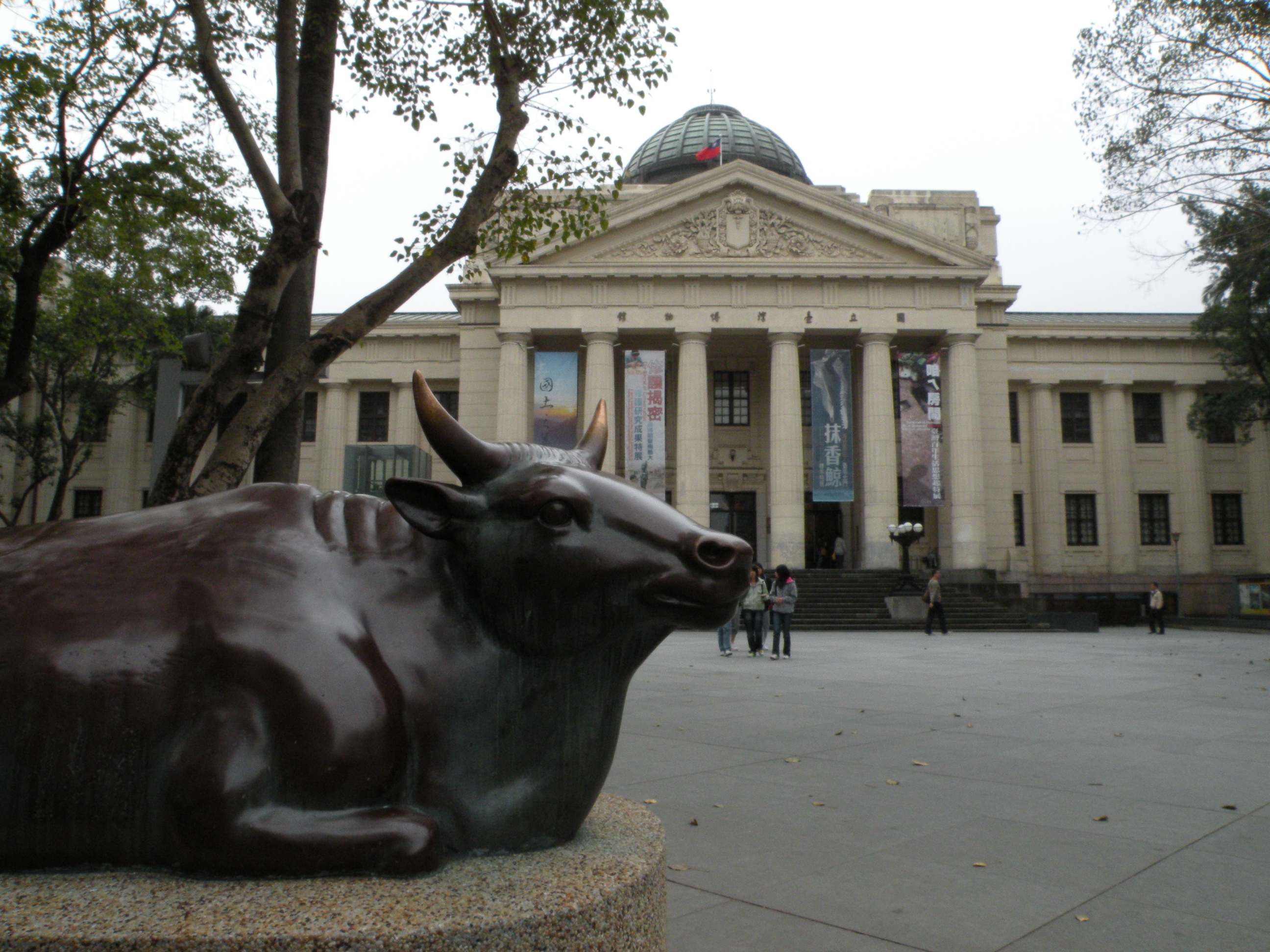
圖中銅牛原置於臺灣神社，今遷至國立臺灣博物館前

- 台灣神社在戰爭剛結束改建為台灣大飯店時，鳥居、社務所、手水舍都還在，但至今除了台灣總督石塚英藏於昭和5年（1930）年12月28日所奉獻的一對石獅[20][21]，沒有任何建築留在原地。
- 神社的鳥居的一部分賣給了三峽祖師廟，鑿雕成清水祖師廟的龍柱。
- 一座宮燈被移置兒童育樂中心內，位於其中山北路之出口處。
- 由滿洲國奉獻，本放置於神社入山口的兩尊銅牛後移至國立臺灣博物館門口。
- 在劍潭公園（劍潭海外青年活動中心的對面）放置由「台灣陸軍高等官」於明治35年（1902）奉獻給台灣神社的兩隻狛犬。
- 圓山聯誼會停車場放置原台灣神社新境地春日燈下半部，而其上半部原為木造。
- 圓山聯誼會游泳池旁放置原台灣神社新境地石垣部份。
- 神苑一隅的青銅製登龍噴水器是由在台日本商人館野弘六於1919年奉獻。1956年金龍廳落成時，圓山飯店將銅龍置於金龍廳，並於1987年金龍廳改建時將銅龍鍍上24K金。[22][23]
- 獻納砲現今置於國軍歷史文物館貴陽街1段243號前。[24][25][26]
- 在二二八和平公園裡的急公好義坊前放置由板橋林家於於明治34年（1901年）9月13日奉獻給台灣神社的一對石獅[27][28]。
- 台北市本町會於昭和12年（1937）10月奉獻給台灣神社的太鼓被移至新莊的「响仁和鼓文化館」[29]。
- 在艋舺龍山寺的鼓樓裡也有一座由台灣技術協會奉獻給台灣神社的太鼓（獨木大鼓）。台灣技術協會為慶祝皇紀二千六百年、即昭和15年（1940），以產自於大安溪上游的櫸木（ケヤキ）委託東京的某製鼓所製造，於昭和17年（1942）12月8日將此太鼓奉獻給台灣神社。不過此太鼓之原鼓面已遭更換至龍山寺的另一面鼓，與原鼓身分離失[29]。

## 奉祀及祭日
台灣神社的社格為官幣大社，主要奉祀在甲午戰爭後領兵接收台灣並於過程中病歿、其後被神格化為「平台之神」的北白川宮能久親王以及開拓三神——大國魂命、大己貴命及少彥名命。1923年4月12日，皇太子裕仁親王（後來的昭和天皇）造訪台灣時，亦專程前來此神社參拜，敕使街道因此再度整建。在1944年增祀天照大神後而升格為台灣神宮，為全島最重要也是最崇高的神社。
由於10月28日是北白川宮能久親王的祭日，臺灣神社及臺灣大多數的神社都將這一天訂為例祭日，而台灣總督府把每年此日的「台灣神社祭」定為官定祝祭日之一，全島放假一天。從此可見當時台灣總督府對該神社的重視以及藉此神社教化的目的。除了這一天以外，每年的10月27日也是台灣神社的鎮座日。在戰爭末期的時候，參拜神社成為當時重要的活動，藉以同化台灣人。1942年10月28日至29日，台灣神社舉行大祭，參拜者高達15萬人，由此可知相關政策的影響。臺灣神社在1944年增祀天照大神並改稱臺灣神宮後，將例祭日改為神社鎮座日的10月27日，28日則會舉行能久親王祭。
- 神社祭典。
- 台灣神社祭
- 神社參拜道
- 神社鳥居

## 寶物
台灣神宮內的御寶物包含了明治天皇提供的御太刀、大正皇后提供的明治天皇御服和御太刀、伊勢神宮神宮司廳的金銅造御太刀、和北白川宮能久親王的衣物及軍用行李等物品。戰後部份文物輾轉收藏於國立台灣博物館。
- 神社中的北白川宮能久親王之服飾
- 神社中的北白川宮能久親王之物品
- 神社中的北白川宮能久親王之書法
- 神社中的北白川宮能久親王之藏品
- 神社中的北白川宮能久親王之藏品

## 社會文化
西元1933年起，株式會社臺灣銀行陸續發行新版臺灣銀行券，此券被稱為昭和甲券壹圓，正面印有株式會社臺灣銀行與頭取（董事長或總裁）之印的篆文，圖案為臺灣神社，背面圖案為鵝鑾鼻燈塔，此券為日本內閣印刷局印製。

## 參拜人數

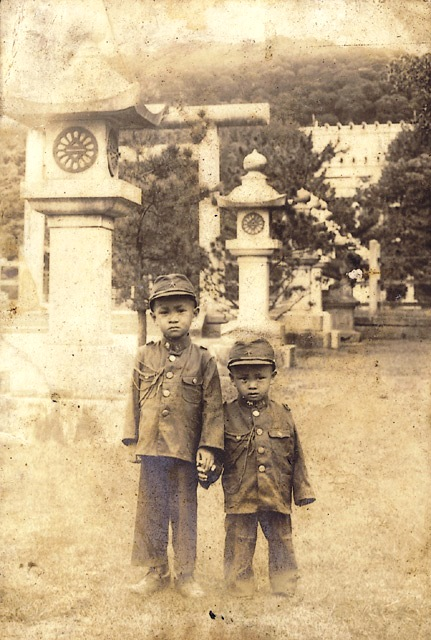
1937臺灣原住民泰雅族領袖樂信·瓦旦之子攝於神社前

| 年度 | 內地人  | 本島人  | 蕃人  | 外國人 | 總計    |
| ---- | ------- | ------- | ----- | ------ | ------- |
| 1901 | 27,381  | 4,026   | -     | 54     | 31,461  |
| 1906 | 55,242  | 14,551  | 51    | 36     | 69,887  |
| 1911 | 51,771  | 18,263  | 213   | 33     | 70,247  |
| 1916 | 66,637  | 57,594  | 306   | 217    | 124,754 |
| 1921 | 101,860 | 52,057  | 31    | 142    | 154,090 |
| 1926 | 121,206 | 74,452  | 282   | 405    | 195,345 |
| 1931 | 182,079 | 78,577  | 657   | 147    | 261,460 |
| 1935 | 234,850 | 195,867 | 8,111 | 332    | 439,160 |
| 1936 | 153,283 | 148,944 | 696   | 380    | 403,303 |